# Plesiasteridae
De Plesiasteridae zijn een familie van uitgestorven zee-egels (Echinoidea) uit de orde Spatangoida.

## Geslachten
- Plesiaster Pomel, 1883 †